# Comuna Sita Buzăului, Covasna
Sita Buzăului este o comună în județul Covasna, Transilvania, România, formată din satele Crasna, Merișor, Sita Buzăului (reședința) și Zăbrătău.

## Demografie
Componența etnică a comunei Sita Buzăului
     Români (96,65%)
     Alte etnii (0,28%)
     Necunoscută (3,07%)
Componența confesională a comunei Sita Buzăului
     Ortodocși (93,67%)
     Martori ai lui Iehova (1,27%)
     Alte religii (1,61%)
     Necunoscută (3,45%)
Conform recensământului efectuat în 2021, populația comunei Sita Buzăului se ridică la 4.722 de locuitori, în creștere față de recensământul anterior din 2011, când fuseseră înregistrați 4.584 de locuitori. Majoritatea locuitorilor sunt români (96,65%), iar pentru 3,07% nu se cunoaște apartenența etnică. Din punct de vedere confesional, majoritatea locuitorilor sunt ortodocși (93,67%), cu o minoritate de martori ai lui Iehova (1,27%), iar pentru 3,45% nu se cunoaște apartenența confesională.

## Personalități
- Amos Guttman (1954-1993), regizor

## Politică și administrație
Comuna Sita Buzăului este administrată de un primar și un consiliu local compus din 13 consilieri. Primarul, Nicolae Stoica[*], de la Partidul Național Liberal, este în funcție din 2012. Începând cu alegerile locale din 2024, consiliul local are următoarea componență pe partide politice:
|  | Partid                          | Consilieri | Componența Consiliului | Componența Consiliului | Componența Consiliului | Componența Consiliului | Componența Consiliului | Componența Consiliului | Componența Consiliului |
|  | ------------------------------- | ---------- | ---------------------- | ---------------------- | ---------------------- | ---------------------- | ---------------------- | ---------------------- | ---------------------- |
|  | Partidul Național Liberal       | 7          |                        |                        |                        |                        |                        |                        |                        |
|  | Partidul Social Democrat        | 4          |                        |                        |                        |                        |                        |                        |                        |
|  | Alianța pentru Unirea Românilor | 2          |                        |                        |                        |                        |                        |                        |                        |